# Kevin Amaro
Kevin Johan Amaro Viega (ur. 3 marca 2004 w Montevideo) – urugwajski piłkarz występujący na pozycji prawego obrońcy, od 2022 roku zawodnik Liverpoolu Montevideo.